# ترک‌های لبنان
تُرک‌ها در لبنان یا تُرک‌های لبنانی، اقلیتی از نژاد تُرک هستند که در لبنان زندگی می‌کنند. حکومت تاریخی چندین سلسله تُرک در منطقه باعث موج مهاجرت مداوم تُرک‌ها به لبنان در زمان حکومت طولونیان، سلطنت اخشیدی، امپراتوری سلجوقی، سلطنت مملوک و امپراتوری عثمانی بود.
امروزه بیشتر جامعه تُرکِ لبنانی از نوادگان مهاجران تُرک عثمانی هستند که از آناتولی به لبنان آمده بودند. با این حال، با کاهش سرزمین‌های امپراتوری عثمانی در قرن نوزدهم، اقلیتهای تُرک از سایر مناطق سرزمینهای عثمانی سابق به لبنان عثمانی آمدند، به ویژه ترک‌های الجزایری پس از استعمار فرانسه در شمال آفریقا، و ترک‌های کریت در سال ۱۸۹۷ به دلیل ناآرامی در یونان.